# Riverdale (New York)
Riverdale ist ein Stadtteil (Neighborhood) im New Yorker Stadtbezirk (Borough) The Bronx.
Der Stadtteil liegt im Nordwesten des Stadtbezirks, ist Teil des Community District 8 und wird durch die Postleitzahlen 10463 und 10471 abgedeckt.

## Geschichte
Die ersten Siedlungen entstanden im 17. Jahrhundert. Im 19. Jahrhundert entwickelte sich Riverdale zu einem exklusiven Villenviertel, in dem viele Manhattaner Reiche ihre Sommersitze errichteten. Im Laufe des 20. Jahrhunderts entstanden viele Apartmenthäuser und Einfamilienhäuser.

## Geografie
Riverdale erstreckt sich über 7,03 km² und gehört mit etwa 70 Metern zu den höchstgelegenen Gebieten in New York City. Von hier hat man Ausblick auf die Empire State Building, George Washington Bridge, den Hudson River und die New Jersey Palisades. Außergewöhnlich ist das große Angebot an Parks und Wäldern, darunter Wave Hill, Brust Park, Bell Tower Park und Seton Park.

### Gliederung
Riverdale gliedert sich in verschiedene Bereiche:
- Downtown Riverdale (zwischen Manhattan College Parkway und West 232nd Street)
- Fieldston (Bronx)
- Hudson Hill (Bronx)
- North Riverdale
- South Riverdale/Spuyten Duyvil
- Villanova Heights

Die städtische Landmarks Preservation Commission hat einen Großteil von Fieldston und den Riverdale Historic District als Historic Districts ausgewiesen.

## Demografie
Das Viertel gilt als eines der wohlhabendsten Bezirke der Bronx. Es gibt eine hohe Lebenserwartung (über 80 Jahre). Die Miete ist im stadtweiten Vergleich hoch.

## Bildung
Im Stadtteil befinden sich mehrere Privatschulen: Horace Mann School, Riverdale Country School und Fieldston School. Katholische Hochschulen gibt es mit der University of Mount Saint Vincent und Manhattan College.
Zudem gibt es drei Bibliotheken der New York Public Library.

## Verkehr
Riverdale ist durch die Linie  auf der IRT Broadway–Seventh Avenue Line der New York City Subway sowie mehrere Buslinien verschiedener Anbieter, auch aus dem benachbarten Westchester County, angebunden. Am Ufer des Hudson River liegen die Bahnhöfe Riverdale und Spuyten Duyvil auf der Hudson Line der Metro-North Railroad, es verkehren Vorortzüge in Richtung Manhattan und Westchester County.

## Sehenswürdigkeiten
- Bell Tower Park
- Wave Hill, botanischer Garten und Kulturzentrum[7]
- Gaelic Park, Sportplatz Rugby, Fußball und Hurling
- Riverdale Waterfront Promenade
- Seton Park
- Brust Park

## Religion
Im Viertel befinden sich zahlreiche Synagogen sowie christliche Gemeinden.

## Medien
Riverdales Wochenzeitung ist die mit dem Pulitzer-Preis ausgezeichnete Riverdale Press.

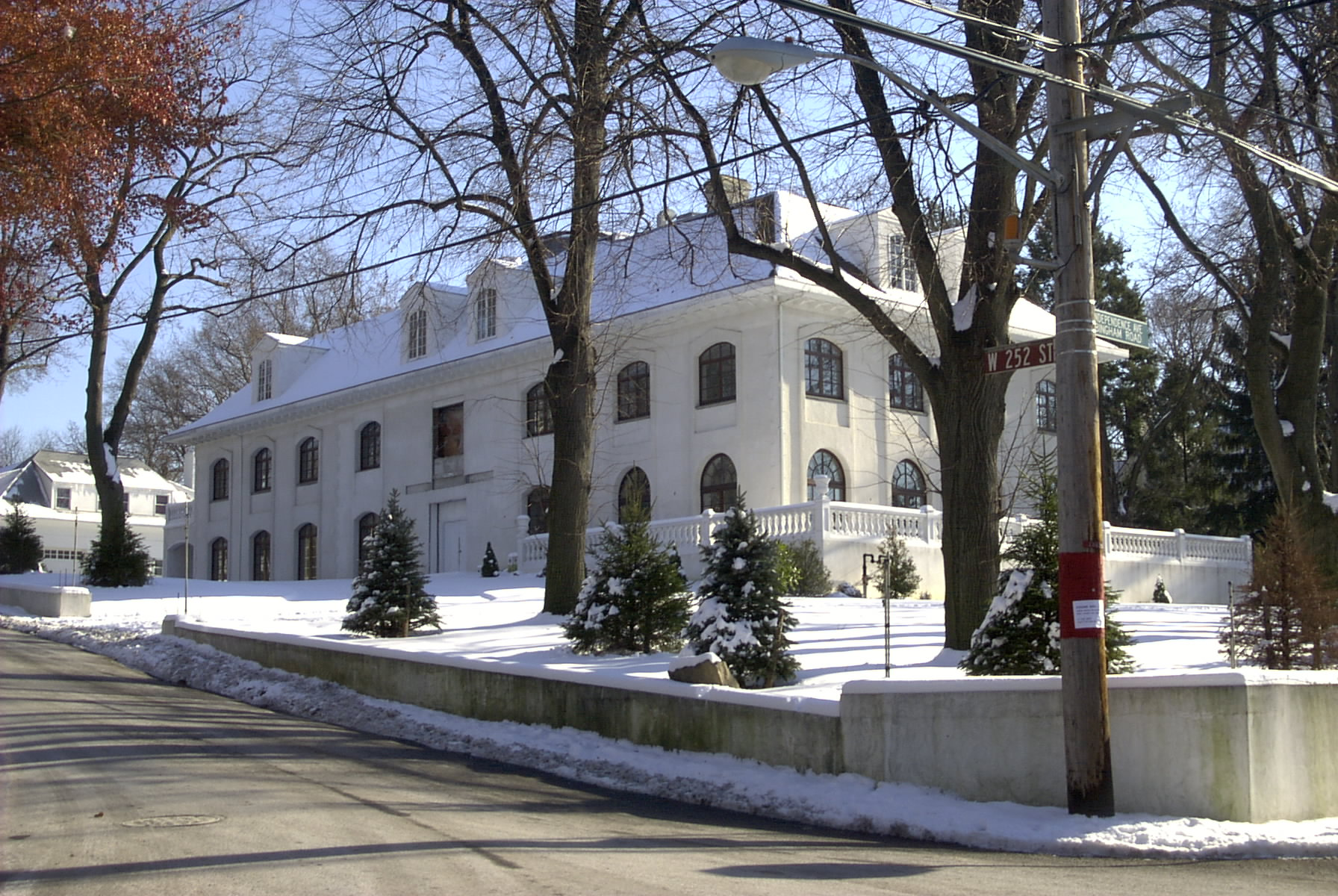
JFK House, ab 1928 Wohnhaus der Familie Kennedy
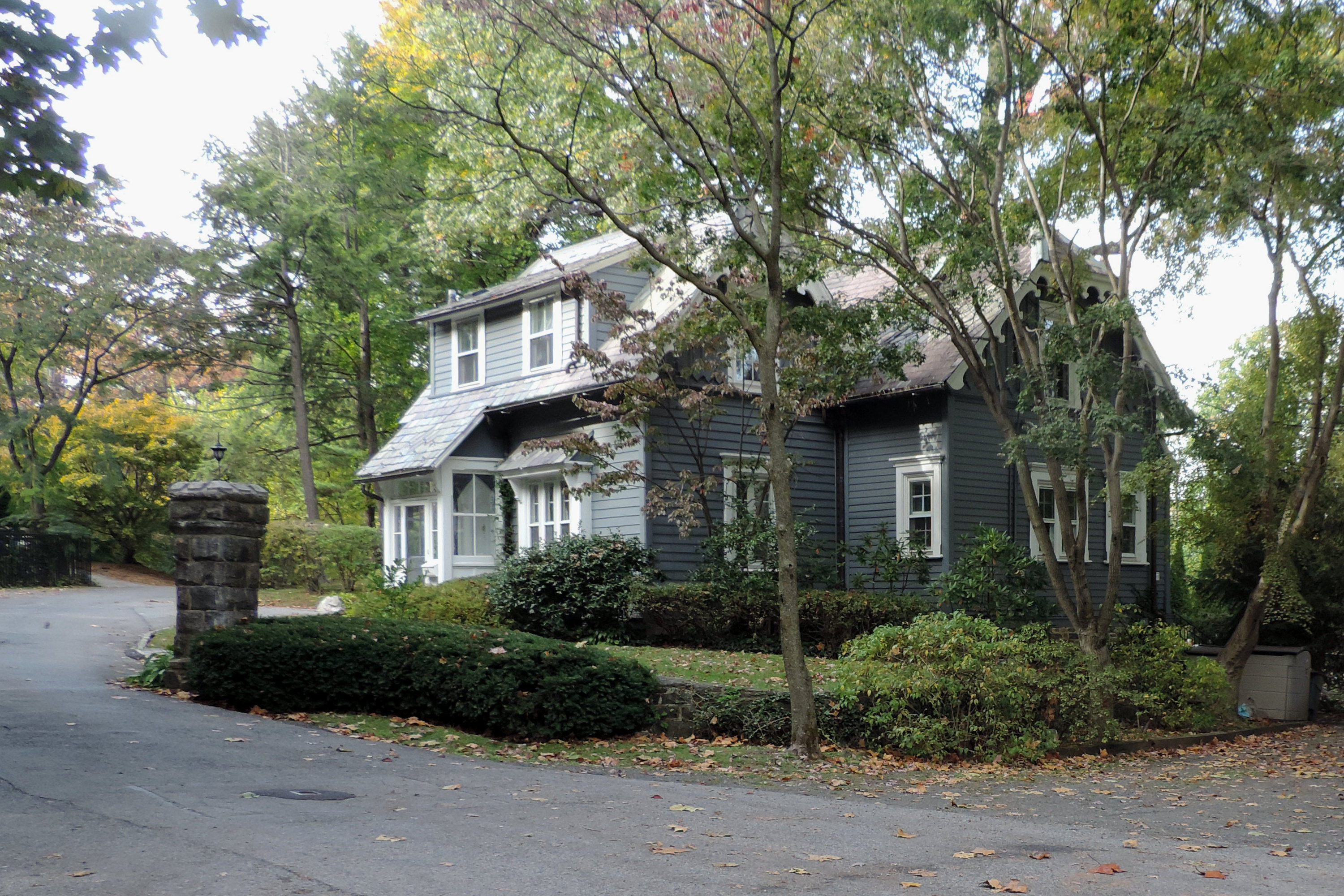
Independence Avenue
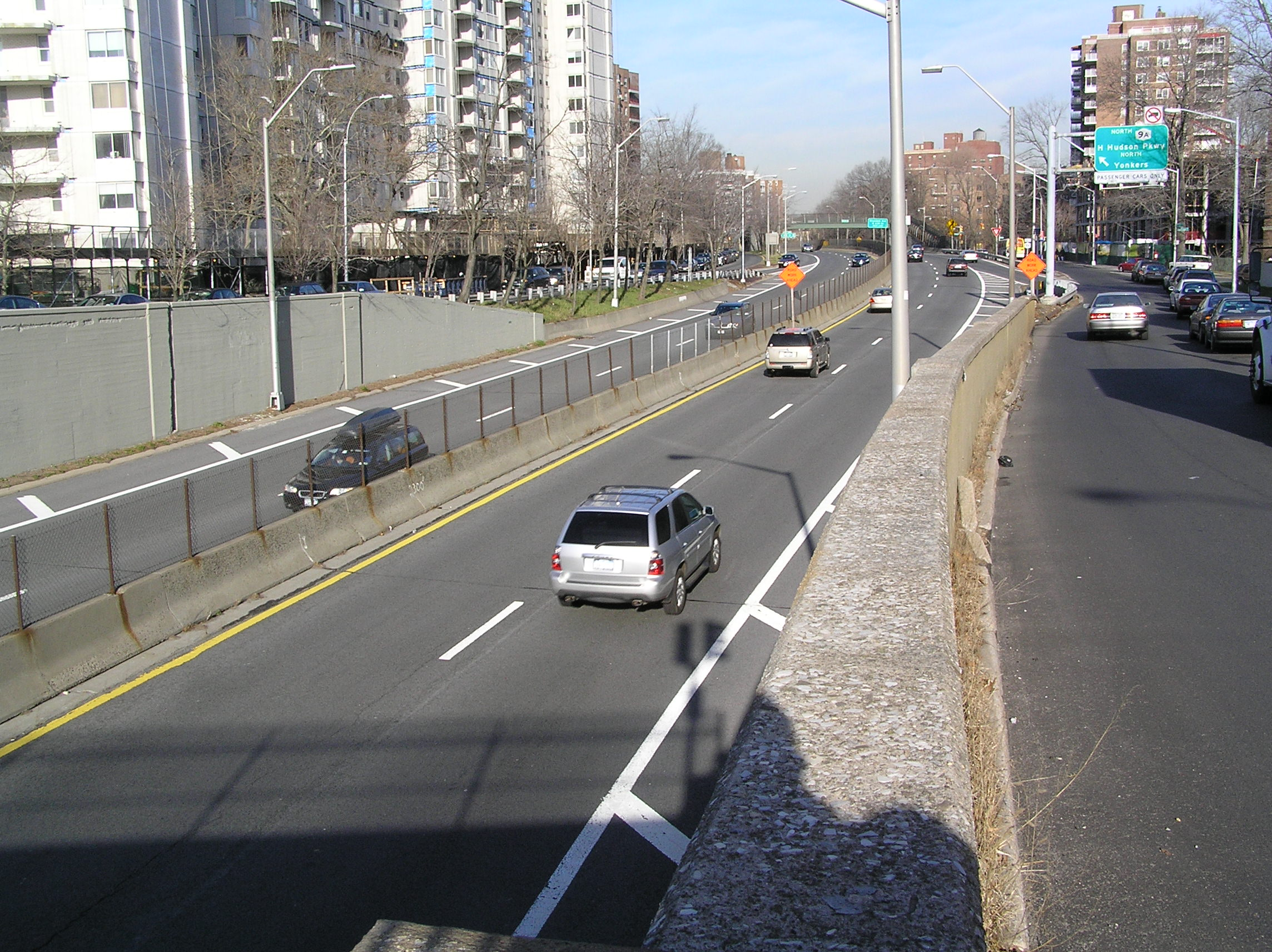
Henry Hudson Parkway in Riverdale
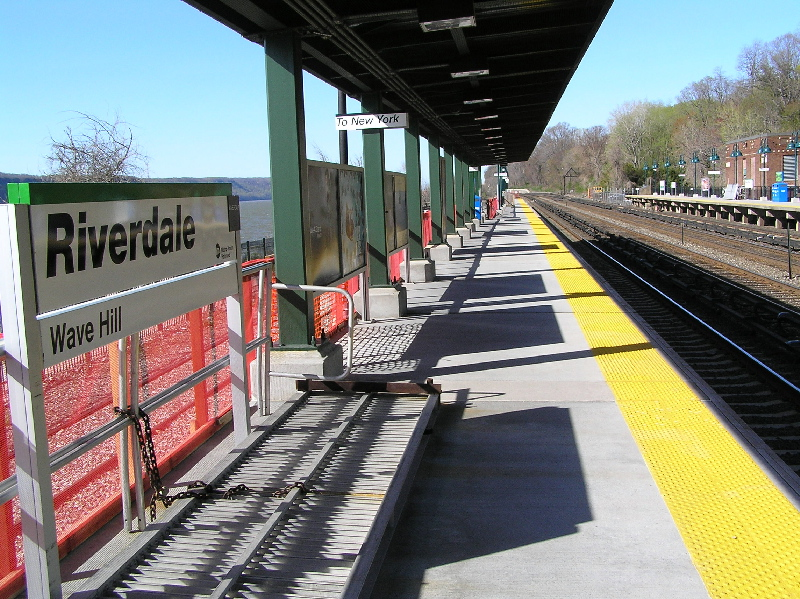
Bahnhof Riverdale der Metro-North
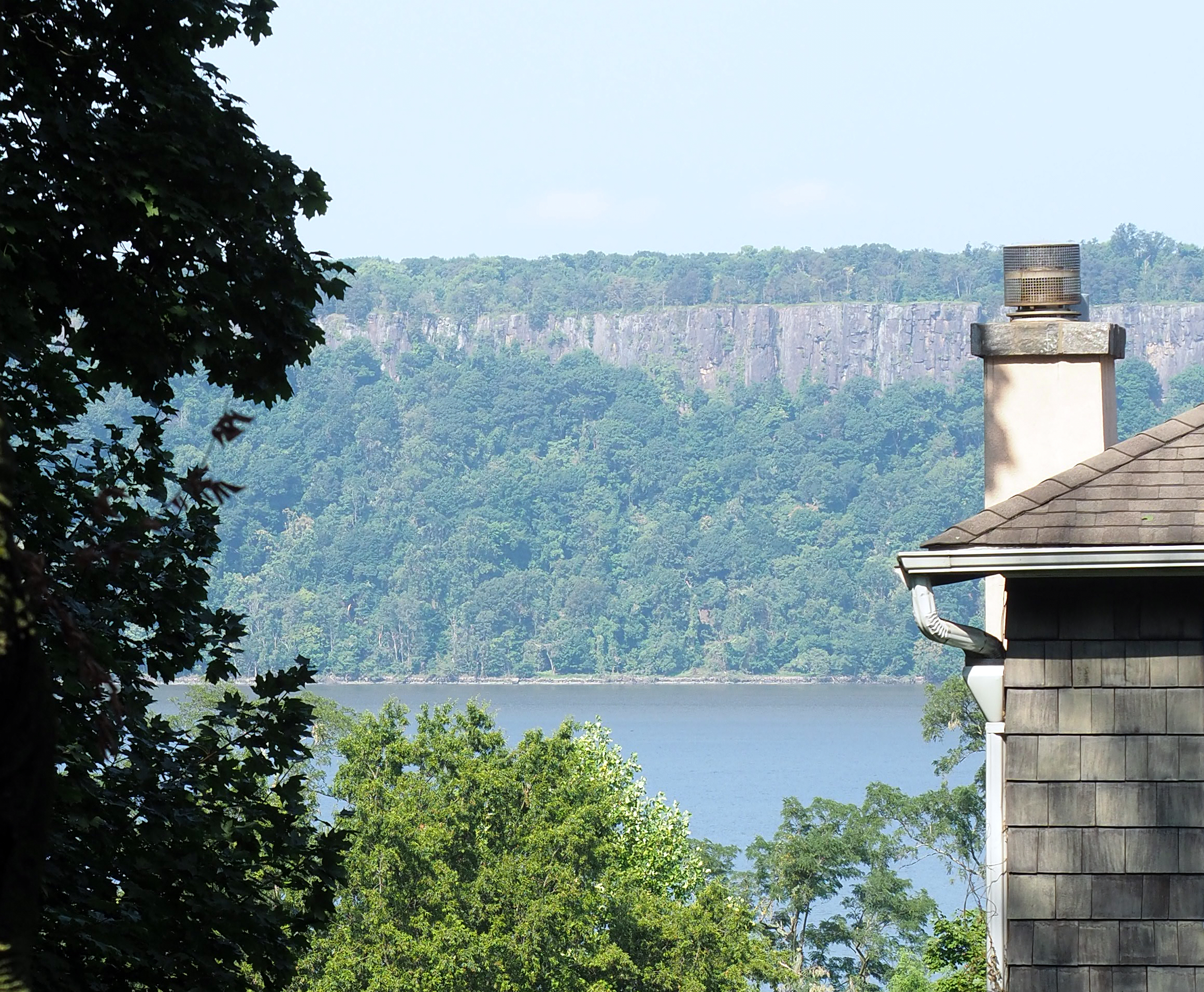
Blick über Hudson River auf The Palisades